# Кам'яне (Стрийський район)
Кам'яне́ — село в Україні, у Стрийському районі Львівської області. Населення становить 539 осіб. В Кам'яному знаходиться дерев'яна церква Воздвиження Чесного Хреста 1898.

## Історія
Раніше називалось Чортория.
У податковому реєстрі 1515 року в селі документується 1 лан (близько 25 га) оброблюваної землі в оренді Давидова і ще 2 лани — в оренді Януша.

## Політика

### Парламентські вибори, 2019
На позачергових парламентських виборах 2019 року у селі функціонувала окрема виборча дільниця № 460330, розташована у приміщенні навчально-виховного комплексу.
Результати
- зареєстровано 429 виборців, явка 68,07 %, найбільше голосів віддано за «Голос» — 30,48 %, за «Слугу народу» — 20,55 %, за «Європейську Солідарність» — 13,01 %.[5] В одномандатному окрузі найбільше голосів отримав Андрій Кіт (самовисування) — 51,89 %, за Андрія Гергерта (Всеукраїнське об'єднання «Свобода») — 14,78 %, за Володимира Наконечного (Слуга народу) — 8,93 %[6].

## Відомі люди
- Сидор-Чарторийський Микола — діяч ОУН (б).
- Березюк Григорій Михайлович — голова Миколаївського районного суду Львівської області.
- Паняк Стефан Григорович — доктор геологічних наук, професор, соросовський професор, академік Міжнародної академії наук екології, безпеки людини і природи. Кавалер ордену "За заслуги" (2002 р), почесного знаку "Патріот України", медалі "200 років Т.Г. Шевченка" (2014 р). Нагороджений Почесними грамотами: Верховної Ради України (2003 р), Міністерства іноземних справ України (2001 р). Занесений в Книгу пошани "Україна й українці - цвіт нації, гордість країни" (Київ, 2010 р). Активіст української діаспори в Російській Федерації, голова Уральської громади українців. Багаторічний член Комітету людських прав Світового Конґресу Українців (СКУ, Канада), Президії Української Всесвітньої Координаційної Ради (УВКР, Київ), один із модераторів 4-го Всесвітнього форуму українців. Автор книги "Україна і Росія - чому окремо" (Єкатеринбург, 2008 р).